# Parque nacional de Blue Lagoon
El Parque Nacional de Blue Lagoon o Laguna Azul es un pequeño refugio de vida silvestre en la parte norte de los Llanos del Kafue, en la provincia Central de Zambia. Cubre alrededor de 500 km² y es muy accesible, a unos 100 km al oeste de Lusaka (120 km por carretera).

## Ecología y vida salvaje

Áreas protegidas de los Llanos de Kafue

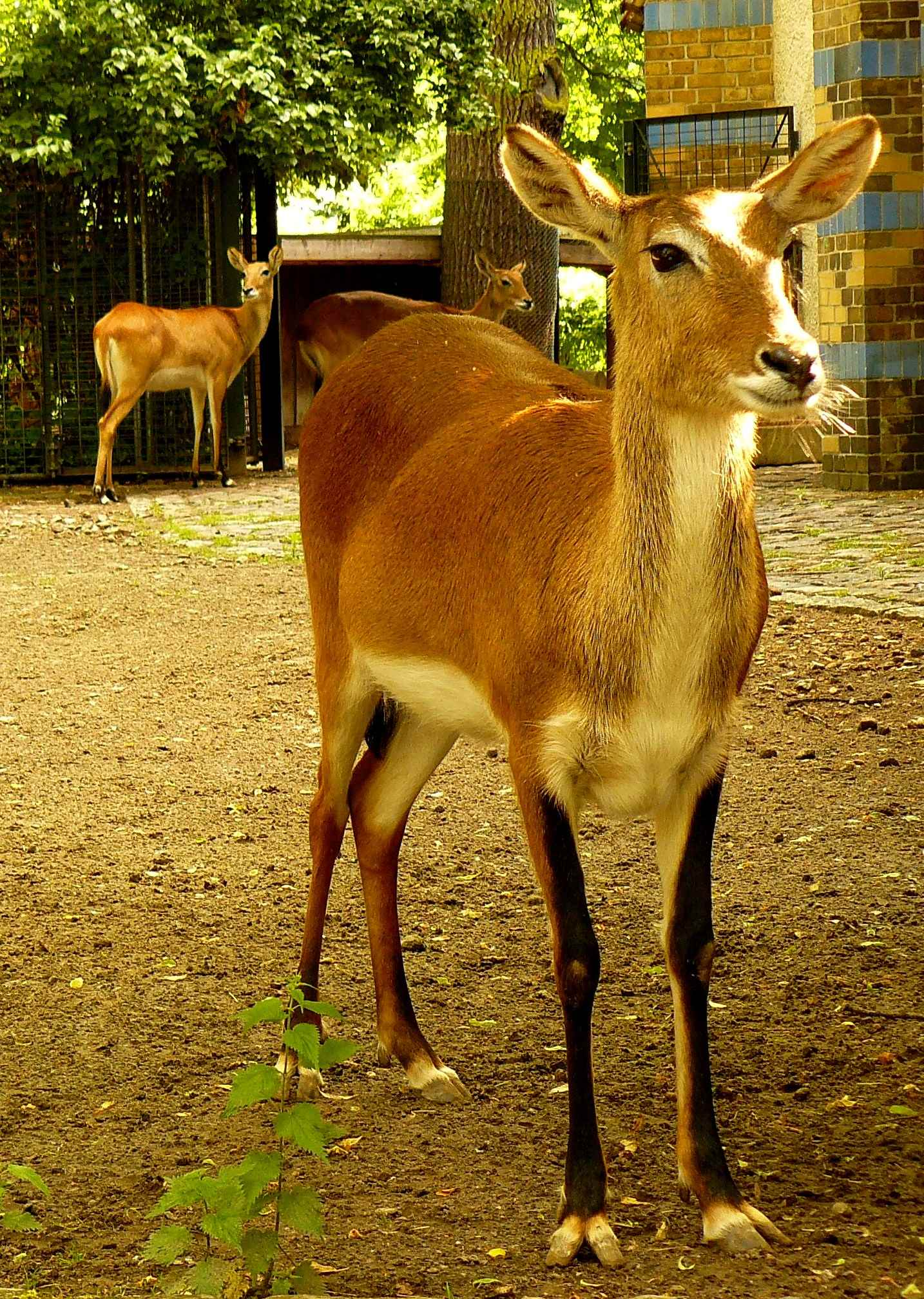
Kobus lechwe kafuensis, endémico del parque, en el zoo de Berlín

El cauce principal del río Kafue se halla a unos 10 km al sur del límite meridional del parque.
En las áreas inundadas se ven manadas de antílopes Lechwe, de la subespecie Kobus leche kafuensis, endémica de esta zona; en los pantanos se encuentra el antílope sitatunga, y en las partes más secas pastan cebras, reduncas y búfalos.
Es similar al Parque Nacional Lochinvar en el sur de los Llanos del Kafue (pero no hay una carretera directa entre los dos, excepto a través de Lusaka).

## Aves
En Blue Logoon se observan unas cuatrocientas de especies de aves, muchas de ellas acuáticas, propias de los humedales. Varían según las estaciones. Entre ellas, el pelícano, la garcilla cangrejera, la garceta negra, el ganso del Nilo, el picotenazas africano, la yaguasa de cara blanca y el avefría armada.

## Instalaciones
El terreno fue una vez una granja y la antigua casa de labranza es ahora la recepción del Parque. Hay cuatro chalets disponibles para alojamiento y un campamento en el borde de la llanura aluvial.